# Hazard moral
Hazardul moral (sau riscul moral) este definit ca situația în care există tendința asumării de riscuri nejustificate pe fondul suportării costurilor de către o terță parte care preia parțial sau total acest risc.

## Hazardul moral în domeniul asigurărilor
De exemplu, o persoană care încheie o asigurare pentru furt de mașini ar putea mai puțin precaută în a-și închide mașina, pentru că, de acum, consecințele negative privind furtul mașinii devin responsabilitatea companiei de asigurări. În această situație, o parte ia decizia asupra riscului pe care trebuie să îl suporte pe când cealaltă parte acoperă costurile în caz că lucrurile merg prost și partea ferită de risc se comportă diferit față de cum s-ar fi comportat dacă ar fi fost expusă complet la risc.
Un alt exemplu este că proprietarul unei mașini poate să conducă cu mai puțină grijă după ce a încheiat o asigurare care trece riscul daunelor la mașină către un asigurator. Astfel, hazardul moral poate avea ca rezultat mai multe daune decât se aștepta compania de asigurări în baza contractului încheiat, ceea ce poate duce apoi la creșterea primelor pentru toți asigurații. De aceea, pentru asigurator este foarte important ca termenii și condițiile contractelor de asigurare să fie foarte clar formulate. De asemenea, plata făcută ca urmare a producerii unui eveniment asigurat trebuie să îl despăgubească pe asigurat numai pentru pierderea produsă și asiguratul nu trebuie să aibă un profit ca urmare a daunei, deoarece acest lucru i-ar putea schimba comportamentul în direcția favorizării producerii riscului.
Hazardul moral apare deoarece o persoană individuală sau o instituție nu își asumă în totalitate consecințele și responsabilitățile pentru acțiunile sale și, de aceea are tendința să se comporte mai puțin precaut decât de obicei, lăsând o altă parte să își asume responsabilitățile pentru consecințele acțiunilor sale.
Un exemplu extrem al hazardului moral în domeniul asigurărilor este stimularea indirectă a asiguratului de a-și incendia casa atunci când i s-a permis să o asigure pentru o sumă mai mare decât valoarea de piață a acesteia.
O cale de diminuare a riscului moral constă în încheierea de contracte de asigurare cu franciză, în care asiguratul se obligă să suporte o parte din pagubă.

## Hazardul moral în domeniul bancar
Hazardul moral se manifestă și în sistemul bancar. În ceea ce privește garantarea depozitelor, hazardul moral se referă la situațiile în care instituțiile de credit participante la schema de garantare a depozitelor sunt tentate să se implice în proiecte cu risc mare utilizând depozitele garantate, privite ca o sursă de fonduri cu un cost scăzut.
Printre principalele căi pentru diminuarea hazardului moral în sfera depozitelor bancare se numără:
1. o bună guvernanță corporativă și un sistem solid de management al riscului;
2. disciplina de piață exercitată de deponenți, alți creditori și acționari;
3. disciplina impusă de cadrul de reglementare prin intermediul schemelor de garantare a depozitelor, autorității de supraveghere și al autorității de restructurare.

Riscul moral este mare și în cazul în care statul intervine pentru salvarea unei bănci aflate în prag de faliment, pentru că astfel se transmite mesajul că cine greșește nu este pedepsit, ci din contră răsplătit.

## Hazardul moral în domeniul sănătății
Acoperirea cu asigurare a individului poate schimba comportamentul său legat de sănătate. El va avea tendința de a cheltui mai mult pentru sănătate, decât dacă ar fi plătit din buzunarul propriu, deoarece persoanele tind să crească consumul de servicii medicale, atunci când acestea sunt subvenționate. Un plan de asigurări optim ar trebui să plătească pentru tratament suma pe care asiguratul însuși ar fi dispus să o plătească.

## Hazardul moral în industrie
Angajând  mii sau zeci de mii de oameni, marile companii ori segmente ale economiei își asumă un anumit comportament (inclusiv riscuri), știind că statul le va salva în virtutea „interesului național” sau a „salvării locurilor de muncă”.

### Hazardul moral în domeniul social
Datorită faptului că statul  asigură  anumite bunuri și servicii (sănătate universală, ajutoare sociale, venit minim garantat etc.), indiferent de deciziile/acțiunile  individului, acesta nu mai „plătește” sau nu mai „profită ” pentru consecințele propiului comportament.